# (38777) 2000 RS17
2000 RS17 (asteroide 38777) é um asteroide da cintura principal. Possui uma excentricidade de 0.21155630 e uma inclinação de 14.43226º.
Este asteroide foi descoberto no dia 1 de setembro de 2000 por LINEAR em Socorro.